# NGC 1685
NGC 1685 је спирална галаксија у сазвежђу Орион која се налази на NGC листи објеката дубоког неба.
Деклинација објекта је - 2° 56' 59" а ректасцензија 4h 52m 34,2s. Привидна величина (магнитуда) објекта NGC 1685 износи 14,1 а фотографска магнитуда 15,0. NGC 1685 је још познат и под ознакама MCG -1-13-32, IRAS 04500-0301, PGC 16222.